# Thogun Teixeira
Sérgio André Teixeira (Rio de Janeiro, 15 de fevereiro de 1970), mais conhecido pelo seu nome artístico Thogun Teixeira, é um rapper e ator brasileiro.

## Carreira

### Ator
Em sua carreira de ator, Thogun atuou no papel de pai do personagem Acerola no filme de 2007, Cidade dos homens, de Paulo Morelli, e ele participou no papel do cabo Tião no filme de 2007, Tropa de Elite, de José Padilha.

#### Polêmica
Durante as filmagens do longa-metragem "A Volta", o ator foi acusado de invadir o quarto de uma camareira da equipe de produção e estuprá-la. Em fevereiro de 2020, a polícia concluiu o inquérito que comprova a sua inocência no caso. Thogun foi alvo de uma falsa acusação supostamente orquestrada para gerar marketing gratuito para o filme, que por sua vez foi amplamente divulgado nas matérias que noticiaram a falsa acusação.

## Filmografia
Os títulos que Thogun participou são:[carece de fontes?]

### Televisão
| Ano  | Título                                             | Personagem                        | Emissora          |
| ---- | -------------------------------------------------- | --------------------------------- | ----------------- |
| 2025 | Pablo & Luisão                                     | Segurança                         | Rede Globo        |
| 2021 | Gênesis                                            | Adurrá                            | Rede Record       |
| 2018 | Carcereiros                                        | Engenheiro                        | Rede Globo        |
| 2017 | Carinha de Anjo                                    | Jorjão                            | SBT               |
| 2017 | A Herança                                          | Manuel                            |                   |
| 2017 | O Rico e Lázaro                                    | Rei Sargão                        | Rede Record       |
| 2017 | Manual para se Defender de Aliens, Ninjas e Zumbis | Vitamina                          | Warner Channel    |
| 2016 | 1 Contra Todos                                     | China (João Paripuera dos Santos) | Fox Brasil        |
| 2016 | Terminadores                                       | Bebeto                            | Rede Bandeirantes |
| 2015 | A Regra do Jogo                                    | Carlão                            | Rede Globo        |
| 2014 | Amor à Vida                                        | Fidélio                           | Rede Globo        |
| 2012 | Pedro & Bianca                                     | Edison                            | TV Cultura        |
| 2011 | Os Anjos do Sexo                                   | Deus                              | Rede Bandeirantes |
| 2009 | Cinquentinha                                       | Vandílson Bebê                    | Rede Globo        |
| 2009 | Por Toda Minha Vida                                | Valdir                            | Rede Globo        |
| 2009 | Força-Tarefa                                       | Dogão                             | Rede Globo        |
| 2009 | Chamas da Vida                                     | Bigorna                           | Rede Record       |
| 2008 | A Favorita                                         | Tonelada                          | Rede Globo        |
| 2008 | Beleza Pura                                        | Britney                           | Rede Globo        |
| 2008 | Faça Sua História                                  | Miúdo                             | Rede Globo        |
| 2008 | Dicas de um Sedutor                                | Romildo                           | Rede Globo        |
| 2007 | Pé na Jaca!                                        | Enorme                            | Rede Globo        |
| 2007 | Páginas da Vida                                    | Carlão                            | Rede Globo        |
| 2007 | A Diarista                                         | Negão                             | Rede Globo        |
| 2006 | Filhos do Carnaval                                 | Nilo                              | HBO Brasil        |
| 2006 | Um Menino Muito Maluquinho                         | Tião                              | TVE Brasil        |

### Cinema
| Ano  | Título                                     | Personagem            | Notas                            |
| ---- | ------------------------------------------ | --------------------- | -------------------------------- |
| 2017 | Duas de Mim                                | Pedreiro              |                                  |
| 2017 | A Comédia Divina                           | Santana               |                                  |
| 2016 | Entre Idas e Vindas                        | Segurança             |                                  |
| 2016 | O Escaravelho do Diabo                     | Neto                  |                                  |
| 2016 | Opala Azul Negão                           | Weverson              |                                  |
| 2015 | Tudo Que Aprendemos Juntos                 | Pai de Samuel         |                                  |
| 2015 | Entrando Numa Roubada                      | Júlio                 |                                  |
| 2015 | Superpai                                   | Nando                 |                                  |
| 2015 | Metanoia                                   | Pequeno               |                                  |
| 2014 | Os Bons Parceiros                          | Manelo                |                                  |
| 2013 | Odeio o Dia dos Namorados                  | Caminhoneiro          |                                  |
| 2013 | Flores Raras                               | Crioulo               |                                  |
| 2013 | A Estrada 47                               | Sargento Laurindo     |                                  |
| 2013 | Giovanni Improtta                          | Pouca Sombra          |                                  |
| 2013 | Colegas                                    | Setor Maior           |                                  |
| 2012 | 2 Coelhos                                  | Bolinha               |                                  |
| 2011 | O Palhaço                                  | Gordini               |                                  |
| 2011 | Bruna Surfistinha                          | Gari do Vintão        |                                  |
| 2010 | Tropa de Elite 2 – O Inimigo Agora é Outro | Cabo Tião             | Troféu Raça Negra de Melhor Ator |
| 2010 | Plastic City - Cidade de Plástico          | Ignácio               |                                  |
| 2009 | É Proibido Fumar                           | Batera                |                                  |
| 2009 | Quanto Dura o Amor?                        | Segurança de Michelle |                                  |
| 2009 | Verônica                                   | Aranha                |                                  |
| 2007 | Cidade dos Homens                          | Pai de Acerola        |                                  |
| 2007 | Tropa de Elite                             | Cabo Tião             |                                  |
| 2007 | Ópera do Mallandro                         | Mallandro 04          |                                  |